# Leucocelis feana
Leucocelis feana är en skalbaggsart som beskrevs av Oliver Erichson Janson 1907. Leucocelis feana ingår i släktet Leucocelis och familjen Cetoniidae. Inga underarter finns listade i Catalogue of Life.